# Hazza Al Mansouri
Pour les articles homonymes, voir Al Mansouri.
Hazza Al Mansouri (Hazaa Ali Abdan Khalfan Al Mansouri), né le 13 décembre 1983 à Abou Dabi, est un pilote de chasse de la force aérienne des Émirats arabes unis et cosmonaute émirati.

## Biographie
Il obtient un diplôme de l'Aviation Science and Military Aviation du Khalifa bin Zayed Air College, qui est situé à l'aéroport international d'Al-Aïn. Al Mansouri pilote sur F-16E/F Block 60 Desert Falcon. Fort de 14 ans d'expérience militaire, et ayant terminé sa formation en Russie, Al Mansouri est sélectionné cosmonaute par le centre spatial Mohammed bin Rashid en mars 2018 avec Sultan Al Neyadi. 
Il doit décoller en avril 2019 à bord du Soyouz MS-12 pour une mission de dix jours et devenir le premier émirati dans l'espace puis rentrer sur Terre avec le Soyouz MS-10. Mais l'échec au lancement du Soyouz MS-10 rend impossible cette mission. Hazza Al Mansouri effectue sa mission sur le Soyouz MS-15, le 25 septembre 2019, avec le cosmonaute russe Oleg Skripotchka et l'astronaute américaine Jessica Meir. Pour la première fois qu'un Emirati partait dans l'espace, l'Agence spatiale émiratie lui avait autorisé des bagages de 10 kilos avec des objets issus de la culture émiratie et qui devait être disposés dans des musées à son retour. Ces biens étaient notamment composés de drapeaux en soie des Emirats arabes unis, de 30 graines de ghaf (Prosopis cineraria), d'un exemplaire du Coran, d'un portrait du cheikh Zayed ben Sultan Al Nahyane, et du livre Qissati, une autobiographie de Mohammed ben Rachid Al Maktoum, vice-président des Émirats arabes unis.
Il est de retour sur Terre le 3 octobre suivant à bord de Soyouz MS-12, en compagnie d'Alekseï Ovtchinine et de Nick Hague.
En 2020 il est annoncé qu'il va s'entraîner avec le groupe d'astronautes 23 de la NASA au Centre spatial Johnson à Houston.